# Maciej Skorża
Maciej Skorża (Radom, 10 januari 1972) is een voormalig profvoetballer en sinds 1994 voetbaltrainer uit Polen. Maciej Skorża is actief als de hoofdtrainer van de Japanse Urawa Red Diamonds.
Skorża was als speler onder meer actief voor Radomiak Radom en AZS-AWF Warschau als verdediger. De loopbaan van Skorża als trainer begon bij Legia Warschau in 1994 waar hij de jeugd team trainde.

## Clubcarrière
Skorża speelde als verdediger voor Radomiak Radom en AZS-AWF Warschau. Tot en met 1994 speelde Skorża als profvoetballer waarna hij voetbalcoach werd.

## Trainerscarrière

### Begin jaren als trainer
Sinds 1994 is Skorża als trainer werkzaam bij diverse Ekstraklasa en buitenlandse teams. Skorża behaalde met Amica Wronki de UEFA Cup groepsfase in seizoen 2004–2005. Met Dyskobolia wist hij de Puchar Polski en de Puchar Ekstraklasy te winnen in 2007.  
Skorża werd voor het eerst in zijn trainerscarrière gekozen tot Pools trainer van het jaar 2007. 

### Wisła Kraków en Legia Warschau

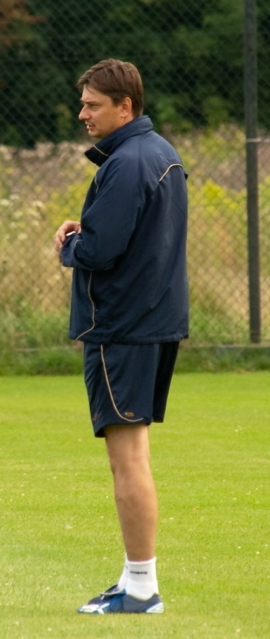
Skorża met Wisła Kraków in 2009

In 2007 was Skorża de hoofdtrainer van Wisła Kraków waarmee hij 2 landstitels wist te behalen.  
Van 2010 tot en met 2012 was Skorża werkzaam bij Legia Warschau als hoofdtrainer waar hij zijn trainerscarrière begon bij de jeugd team. In 2011 werd Skorża Pools trainer van het jaar. Het lukte Skorża met Legia twee keer op rij de Puchar Polski te winnen in 2011 en 2012. 

### Al-Ettifaq
In september 2012 was Skorża voor het eerst werkzaam in het buitenland bij Al-Ettifaq uit Saoedi-Arabië waar hij de halve finale van de 2012 AFC Cup bereikte. In juni 2013, had Skorża zijn contract met Al-Ettifaq niet verlengd. 

### Lech Poznań en Pogoń Szczecin
Op 1 september 2014 keerde Skorża terug naar Polen om Lech Poznań te coachen en werd de kampioen van Polen van het seizoen 2014–2015.  
In mei 2017 was Maciej Skorża de hoofdtrainer van Pogoń Szczecin waar hij tot oktober 2017 bleef. 

### Verenidge Arabische Emiraten -23 en terugkeer Lech Poznań
Skorża was actief als coach van de Verenigde Arabische Emiraten onder 23 van 2018 tot en met 2020. Onder de leiding van Skorża wist Verenigde Arabische Emiraten de bronzen medaille van de 2018 Aziatische Spelen te bemachtigen. 
Op 10 april 2021 keerde Skorża terug bij Lech Poznań. Skorża was er weer in geslaagd om met Lech de kampioen van Polen in het 2021–2022 seizoen te worden. In 2022 werd Skorża benoemd tot Ekstraklasa trainer van het seizoen.

### Urawa Red Diamonds
In 2023 was Maciej Skorża als hoofdtrainer van Urawa Red Diamonds actief waarmee onder zijn leiding, Urawa de 2022 AFC Champions League wist te winnen tegen Al-Hilal in mei 2023. Hij verliet Urawa na het WK club voetbal 2023.
Skorża keerde definitief terug bij Urawa op 5 september 2024, waarbij hij Per-Mathias Høgmo opvolgde.

## Erelijst
Als trainer
 Amica Wronki (jeugd)
- Kampioenschap Pools juniorenvoetbal: 2002

 Dyskobolia
- Puchar Polski: 2006/07
- Puchar Ekstraklasy: 2006/07

 Wisła Kraków
- Ekstraklasa: 2007/08, 2008/09

 Legia Warschau
- Puchar Polski: 2010/11, 2011/12

 Lech Poznań
- Ekstraklasa: 2014/15, 2021/22
- Poolse supercup: 2015

 V.A.E. –23
- 2018 Aziatische Spelen  →  bronzen medaille

 Urawa Red Diamonds
- AFC Champions League: 2022 (in 2023 gespeeld)

Individueel als trainer
- Pools trainer van het jaar: 2007, 2011
- Ekstraklasa trainer van het seizoen: 2021/22